# Juventud Libre Alemana
La Juventud Libre Alemana (FDJ, del alemán: Freie Deutsche Jugend) fue la organización oficial de la juventud en la República Democrática Alemana (RDA) y miembro del Frente Nacional. Inicialmente era una organización juvenil comunista de Alemania.
La organización estaba destinada a adultos jóvenes, tanto hombres como mujeres, entre las edades de 14 y 25 años y comprendía alrededor del 75% de la población de adultos jóvenes de la antigua Alemania Oriental. En 1981–1982, esto significó 2,3 millones de miembros. Después de unirse a los Pioneros de Thälmann, que era para escolares de entre 6 y 13 años, los jóvenes de Alemania Oriental generalmente se unían a la JLA.
Las JLA estaban destinadas a ser el "asistente confiable y la reserva de combate del Partido de los Trabajadores", mientras que el Partido Socialista Unido de Alemania era miembro del Frente Nacional y tenía representantes en la Cámara Popular. El objetivo político e ideológico de las JLA era influir en todos los aspectos de la vida de los jóvenes de la RDA, difundir la enseñanza marxista-leninista y promover el comportamiento comunista. La membresía en las JLA era nominalmente voluntaria. Sin embargo, los que no se unieron perdieron el acceso a las vacaciones organizadas y les resultó difícil (si no imposible) ser admitidos en las universidades, seguir las carreras elegidas, etc. La mayoría de los jóvenes que se negaron a unirse lo hicieron por motivos religiosos.
Si bien el movimiento tenía la intención de adoctrinar a los adultos jóvenes de Alemania Oriental con la ideología marxista-leninista, no se concentró en esto con exclusión de otras actividades. Organizó miles de vacaciones para adultos jóvenes a través de su agencia Jugendtourist y organizó discotecas y conciertos de rock al aire libre. El Festival de Canciones Políticas fue un evento patrocinado oficialmente desde 1970 hasta 1990.

## Historia

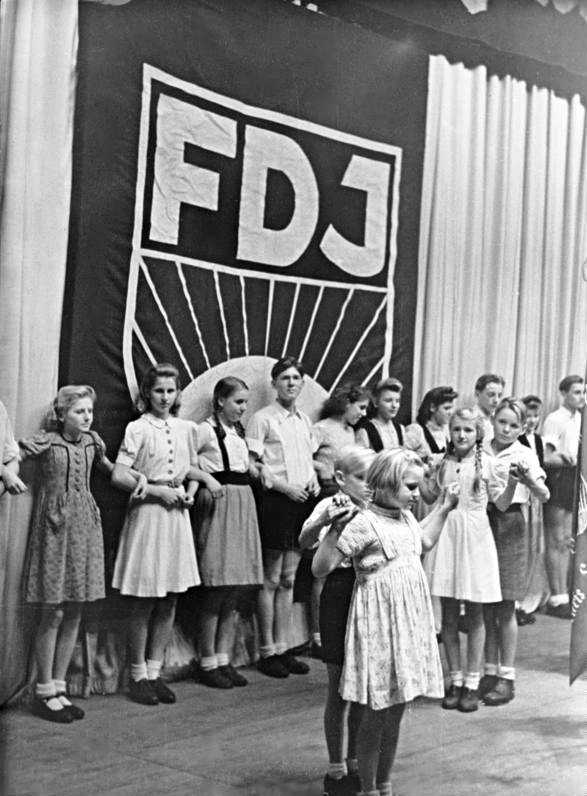
Fundación de las JLA en Berlín, noviembre de 1947

### Establecimiento en 1946 en la Zona de Ocupación Soviética
El FDJ tuvo sus orígenes en los meses posteriores al final de la Segunda Guerra Mundial y fue fundado formalmente el 7 de marzo de 1946 bajo el liderazgo de un joven Erich Honecker. La FDJ fue desarrollada inicialmente por los comunistas como una organización juvenil 'nacional', aparentemente apolítica, que funcionaría en las cuatro zonas de Alemania ocupada. La FDJ fue concebida para ser una organización juvenil unida 'libre' y 'democrática', donde los jóvenes antifascistas cooperarían para reconstruir su patria bajo el nombre de 'Juventud Alemana Libre' (Freie Deutsche Jugend). El nombre de la organización se inspiró en los movimientos de la 'Juventud Alemana Libre' formados por jóvenes antifascistas alemanes en Praga, París y Londres, antes de la Segunda Guerra Mundial. Hablar de socialismo o de que el FDJ estaría compuesto desproporcionadamente por comunistas alemanes estuvo ausente de la concepción inicial del FDJ.

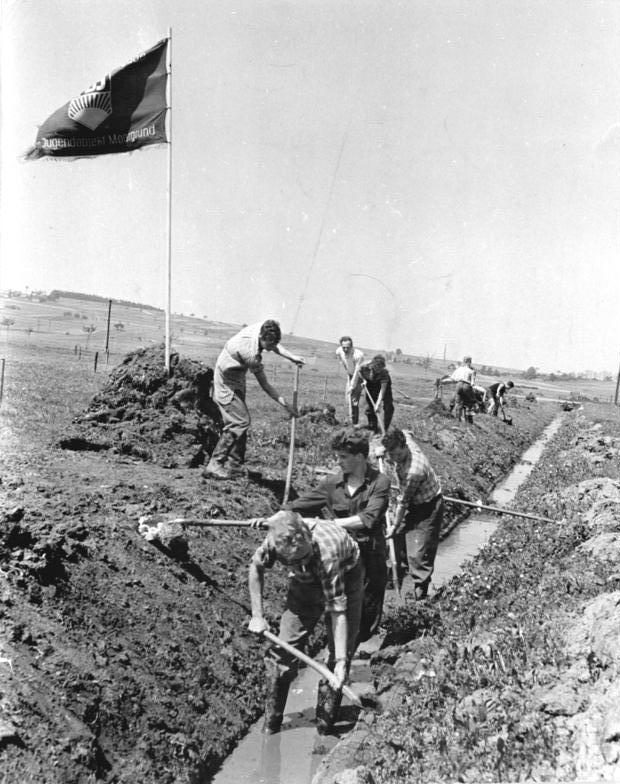
Miembros de las FDJ cavando zanjas en mayo de 1959

Abierto a personas de entre 14 y 25 años, el FDJ fue crucial para preparar a los jóvenes alemanes orientales para una vida adulta madura a lo largo de una ruta oficialmente aprobada de escuela, capacitación vocacional y entrada en el partido y la ocupación de cargos públicos. El FDJ fue responsable del adoctrinamiento socialista de la nueva generación de jóvenes alemanes orientales. Se esperaba que los miembros del FDJ participaran en el 'año escolar', un programa ideológico cuyo objetivo era desarrollar un grupo significativo de cuadros bien capacitados adecuados para un futuro empleo en el aparato del SED. El FDJ estaba dispuesto a pasar por alto la lealtad anterior al nazismo y ofrecer oportunidades de carrera y promoción social a adultos jóvenes a cambio de un compromiso genuino con el FDJ y sus ideales sobre derechos políticos, laborales, educativos y de ocio. Además, la FDJ tenía como objetivo aumentar la productividad de los trabajadores jóvenes de Alemania Oriental a través de "brigadas juveniles" patrocinadas durante la década de 1940.
Como único representante oficial de la juventud de Alemania Oriental, el principal objetivo del FDJ era ganarse los corazones y las mentes de los jóvenes de Alemania Oriental para el socialismo, a través de los ideales marxista-leninistas del Partido Socialista Unido de Alemania (SED). Durante la década de 1940, el énfasis en proporcionar una "vida juvenil feliz" para los jóvenes de Alemania Oriental hizo que el FDJ fueran cada vez más atractivas para los jóvenes. Actividades organizadas, incluidos eventos deportivos y de baile, "veladas sociales" ("Heimabende"), conciertos, caminatas y viajes al cine, entre otras actividades, destinadas a proporcionar ocio a los jóvenes alemanes orientales sin los medios para dedicarse a otros pasatiempos. En 1946 y 1947, la responsabilidad de organizar actividades de ocio recaía predominantemente en los grupos locales del FDJ, existentes en ciudades y pueblos.
El FDJ también poseía su propia editorial (Verlag Neues Leben) y dirigía varios periódicos; un diario (Junge Welt), una revista para funcionarios de las FDJ (Generación Junge) y un periódico estudiantil (FORUM). A partir de 1952, el FDJ también comenzó a publicar dos revistas en idioma sorabo, Chorhoj Měra y Plomjo, para miembros sorabos.

### El FDJ en la RDA

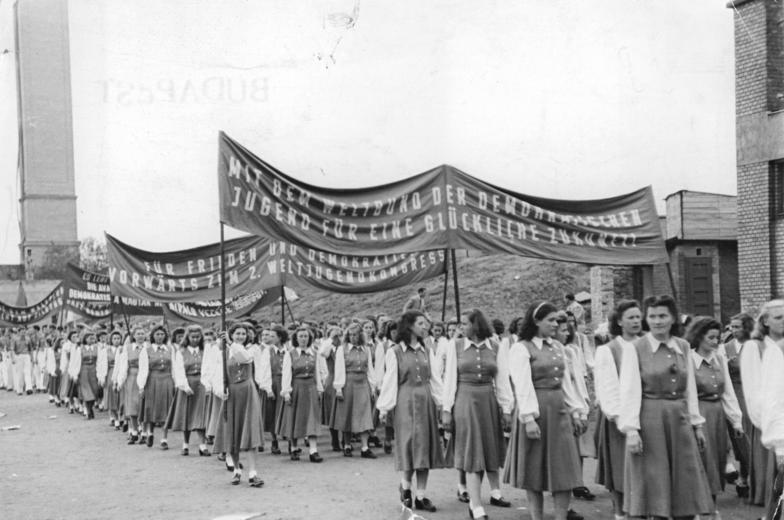
Desfile de la FDJ en Budapest, 1949.

El FDJ se convirtió cada vez más en un instrumento de gobierno comunista y se convirtió en miembro del "bloque democrático" en 1950. Sin embargo, el enfoque del FDJ de 'vida juvenil feliz', que había caracterizado la década de 1940, fue cada vez más marginado tras el énfasis de Walter Ulbricht en la 'construcción acelerada del socialismo' en el 4.º Parlamento y una radicalización de la política SED en julio de 1952. A su vez, una agenda antirreligiosa más severa, cuyo objetivo era obstruir el trabajo de los jóvenes de la Iglesia, creció dentro de las FDJ, alcanzando finalmente un punto culminante a mediados de abril de 1953 cuando el periódico de las FDJ Junge Welt informó sobre detalles de las actividades 'criminales' de la 'ilegal' 'Junge Gemeinden'. Se enviaba a bandas de las FDJ a las reuniones de la iglesia para molestar a los que estaban dentro y los tribunales escolares interrogaban o expulsaban a los estudiantes que se negaban a unirse a las FDJ por motivos religiosos.
Como una organización afiliada del partido SED y el gobierno, el FDJ se convirtió en blanco de los manifestantes en el período previo al Levantamiento de 1953 Levantamiento de 1953. El creciente malestar popular hizo que los miembros de las FDJ huyeran hacia Occidente. Para 1953, el FDJ estaba en un estado de confusión con muchos miembros y funcionarios que se unieron a las huelgas y manifestaciones.
El 25 de abril de 1957, en la 16.ª sesión de la FDJ, el consejo central declaró a la FDJ como una organización juvenil 'socialista' oficial. La FDJ era la segunda organización de masas más importante de la RDA, después de la FDGB. El FDJ estableció una directiva política que, en teoría, lo convirtió en una fuerza omnipresente en todos los aspectos de la 'vida juvenil' en la RDA. Se encontraron organizaciones del FDJ en todas las áreas de la sociedad de Alemania Oriental, aunque en números muy variados, desde escuelas y universidades, granjas colectivas, tiendas y áreas residenciales hasta el ejército y la policía secreta. Como la única organización juvenil aprobada oficialmente, la FDJ desarrolló rápidamente un enorme aparato burocrático y obtuvo un generoso apoyo financiero de los recursos estatales.
El FDJ sirvió como campo de entrenamiento general para los funcionarios del SED, la economía y el gobierno. Como único representante oficial de la juventud de la RDA, el FDJ fue vital para la formación de los jóvenes como personalidades socialistas. Se emplearon medidas en un intento de fomentar un sentido de espíritu comunitario de trabajar por un gran conjunto y un futuro mejor. Según la prescripción oficial, esto implicaba educarlos para aceptar los ideales socialistas, adquirir un alto nivel de conocimientos y habilidades profesionales, participar activamente en los programas económicos y sociales oficiales, comprometerse con la causa de la paz y participar en las fuerzas armadas. programas de formación.
En 1952, hubo un intento de militarizar las FDJ mediante la creación de un servicio paramilitar. El 17 de agosto de 1961, las FDJ emitieron un "Llamado a las armas" en un nuevo intento de alentar a los jóvenes a unirse a las fuerzas armadas. En las escuelas, los concursos Hans-Beimler proporcionaron una forma de educación deportiva militar para los alumnos de octavo grado. La educación y el entrenamiento militar recibieron un impulso adicional por parte de las FDJ a fines de la década de 1970 y principios de la de 1980 como resultado de la ruptura de la distensión entre las superpotencias.
La FDJ ejerció una influencia significativa sobre el proceso de selección de universidades. La afiliación y la participación en la FDJ fueron criterios definitivos durante la asignación de plazas universitarias. Junto con la Pioneros de Thälmann, la FDJ participó en el control y disciplina de estudiantes rebeldes a través de la denuncia y el espionaje.
Después de la construcción del Muro de Berlín, las FDJ estuvieron involucradas en obstruir el flujo de medios occidentales hacia la RDA. Se enviaron unidades de las FDJ entre las comunidades locales, que corearon los nombres de oyentes conocidos de programas occidentales o pegaron carteles en sus puertas. Los miembros de las FDJ también exigieron que los titulares de las licencias desmantelaran las antenas de televisión que apuntaban hacia el oeste, lo que incluso llevó a los miembros de las FDJ a trepar a los techos y cortar las antenas infractoras.
Durante las reformas del SED sobre la política juvenil en la década de 1960, Ulbricht atacó el enfoque poco imaginativo del FDJ hacia los jóvenes, y en cambio abogó por una medida de relajación de los rígidos controles impuestos a los jóvenes en el FDJ. Volvió el enfoque en proporcionar actividades de ocio para los jóvenes de Alemania Oriental y aumentó la organización de importantes eventos culturales por parte de la FDJ, como la 'reunión alemana' (Deutschlandtreffen), que finalmente alcanzó un punto culminante en el festival de 1964 en el día festivo de Pentecostés. Miles de jóvenes alemanes orientales y occidentales se reunieron en Berlín Oriental en un ambiente relajado donde bailaron, escucharon jazz y música rock e intercambiaron puntos de vista sobre asuntos políticos y personales. En 1965, la FDJ celebró un concurso de talentos de músicos en toda la RDA y la final tuvo lugar en Berlín, aunque el evento finalmente degeneró en una escena de caos. En la década de 1970, los desfiles masivos bien organizados y las manifestaciones masivas con motivo de días festivos como el Primero de Mayo en los que los miembros de las FDJ participarían activamente, marchando en uniforme y portando pancartas oficiales se convirtieron en algo común.
El FDJ poseía medidas adicionales para movilizar a los jóvenes de Alemania Oriental. La FDJ tenía como objetivo hacer de la cultura física y el deporte una forma de actividad popular de masas. El 'Programa Deportivo Conjunto' organizado por la FDJ, la DTSB, y la FDGB, fomentó no sólo la relajación física sino también el espíritu competitivo de participación. Las "Spartakiads" infantiles, también organizadas por la FDJ, junto con los Pioneros de Thälmann y otras organizaciones de masas, se escenificaban cada dos años en las escuelas, localidades y distritos a nivel regional y nacional para estimular un alto nivel de rendimiento y ayudar a los funcionarios deportivos a identificar jóvenes talentosos que podrían beneficiarse de un mayor desarrollo en las escuelas deportivas y centros de formación de Alemania Oriental.
Otro de los objetivos de la FDJ era conseguir que los alumnos de forma individual experimentaran un campamento de vacaciones o realizaran alguna actividad durante sus vacaciones en una brigada de alumnos. La agencia de turismo de la FDJ, Jugendtourist, organizaba anualmente viajes de vacaciones para cientos de miles de adultos jóvenes. Se organizaron actividades de tiempo libre como parte del movimiento 'Jóvenes Talentos' y en las decenas de miles de clubes y discotecas juveniles. En 1983, aproximadamente un millón de los 2,2 millones de alumnos de la RDA asistieron a un campamento de vacaciones y 110.000 alumnos mayores de catorce años participaron en "trabajo productivo voluntario" en una brigada de alumnos de FDJ en su área de origen.

### El FDJ en Alemania Occidental
En octubre de 1947, el 'Berlín-FDJ' fue legalizado por los Aliados. Sin embargo, el 'FDJ-Occidental' tuvo poco éxito en un entorno político hostil. La existencia del FDJ junto con otras tres organizaciones juveniles en la Zona de Ocupación Aliada debilitó la presencia del FDJ en Berlín en comparación con los cinco "Länder" (estados) de la Zona de Ocupación Soviética, donde el FDJ se estableció hace más de dieciocho meses antes. En noviembre de 1948, sólo el 3 por ciento de la población joven de la ciudad eran miembros de las FDJ, en comparación con un promedio del 17 por ciento de jóvenes de 14 a 25 años en los "Länder" de Alemania Oriental. La presencia debilitada del 'FDJ-Occidental' destrozó las esperanzas del SED de un control monopólico sobre la política juvenil en Alemania.
Finalmente, ya en el contexto de la Guerra Fría, el 26 de junio de 1951 se prohibió el 'FDJ-Occidental' en la RFA, aunque esta prohibición no se extendió a Berlín Occidental debido a su división cuatripartita. Después de una prolongada batalla legal, la prohibición entró en vigor en 1954 cuando el Tribunal Constitucional de Alemania Occidental rechazó la apelación del FDJ, rechazado por políticos germano-occidentales como "ente de adoctrinamiento comunista" o comparada despectivamente con las antiguas Juventudes Hitlerianas como órgano gubernamental para "control de la juventud".
En 1952, Phillip Müller, miembro de las FDJ, recibió un disparo de la policía estadual de Renania del Norte-Westfalia durante una manifestación en Essen contra el rearme de Alemania Occidental. Posteriormente, un gran número de miembros de las FDJ fueron encarcelados.

## Estructura

### Centralismo Democrático
Las estructuras organizativas básicas del FDJ se establecieron en el 3.er Parlamento en Leipzig en junio de 1949. Al igual que el SED y las organizaciones de masas en la RDA, el FDJ se basó en el principio del centralismo democrático, un principio introducido por primera vez por Lenin para traer orden y disciplina al Partido Bolchevique durante la Revolución Rusa. En consecuencia, el FDJ funcionaba sobre una base estrictamente jerárquica y centralizada. Cada unidad organizacional estaba directamente subordinada al siguiente cuerpo organizacional más alto y las instrucciones emitidas por el liderazgo central de las FDJ eran vinculantes para todas las organizaciones de nivel inferior.

### Consejo Central
El máximo órgano de la FDJ era su Parlamento, que se reunía una vez cada tres o cuatro años durante las décadas de 1950 y 1960. Fue solo durante estas convenciones que se pudieron realizar modificaciones importantes en el estatuto del FDJ. En el período intermedio, el Consejo Central (ZR) dirigió los asuntos del FDJ, asumiendo un papel similar al del Comité Central (ZK) del SED. Los miembros del ZR eran elegidos por el Parlamento y se reunían en sesiones ("Tagungen") que se celebraban tres o cuatro veces al año. Las tareas de la ZR incluían emitir resoluciones sobre todos los aspectos del trabajo del FDJ, confirmar a los candidatos seleccionados para ocupar los escaños del FDJ en el parlamento de Alemania Oriental (la Volkskammer o 'Cámara del Pueblo') y supervisar las finanzas de la organización juvenil.

### Secretaría ZR
El verdadero poder ejecutivo, sin embargo, estaba en manos de la Secretaría de ZR, quizás el equivalente más cercano del FDJ al Politburó del SED. Elegido por el Consejo Central, el Secretariado de ZR dio forma a la mayor parte de la dirección política y organizativa del FDJ. Era responsable de la selección de cuadros dentro de la organización e instruía directamente a los líderes de Bezirk (regionales). A las reuniones semanales de la secretaría, generalmente presididas por el primer secretario del FDJ, asistieron varios secretarios de la ZR, cada uno de los cuales es responsable de un área determinada del trabajo del FDJ (como educación superior o asuntos internacionales).
El ZR Büro era, en teoría, el cuarto órgano central de dirección del FDJ. Fue creado en el 3.er Parlamento en 1949. Incorporó una gama más amplia de representantes de la juventud, incluido el líder del departamento gubernamental para 'cuestiones de la juventud' y representantes de los partidos de bloque como la CDU y el LDPD (23). Sin embargo, no tenía poder real y era poco más que un adjunto a la mucho más importante secretaría ZR.

### Bezirk y Kreis
La subestructura debajo de los escalones más altos del FDJ constaba de tres cuerpos principales organizados en un nivel estrictamente jerárquico: organizaciones de liderazgo "Bezirk" (regional), organizaciones de liderazgo "Kreis" (distrito) y "unidades básicas" (Grundeinheiten). Tanto en el nivel de "Bezirk" como en el de "Kreis", las estructuras de liderazgo replicaron esencialmente las del más alto nivel. La 'conferencia de delegados' ('Delegiertenkonferenz') era el equivalente de nivel inferior al Parlamento de las FDJ y se reunía dos veces cada cinco años a nivel de 'Bezirk' y una vez cada dos años en los distritos. Las secretarías Bezirk y Kreis constituían las verdaderas sedes del poder decisorio a nivel regional y distrital respectivamente. La secretaría de Kreis fue la organización clave que vinculó al último de los funcionarios a tiempo completo con las 'raíces de base' de la organización juvenil, representada por la unidad básica, que constituía el 'centro neurálgico' del FDJ en escuelas, universidades, fábricas, granjas y zonas residenciales. Era responsable de organizar las 'reuniones de miembros' mensuales de los miembros locales de las FDJ, donde se discutían cuestiones organizativas y (con menos frecuencia) políticas.

### Unidades Básicas
En la mayoría de los casos, las unidades básicas se subdividieron en la división organizativa más pequeña de todas, el 'grupo' (que podría consistir, por ejemplo, en los miembros de las FDJ en una clase determinada en una escuela o en una brigada de trabajo particular en una fábrica). En el caso de las unidades básicas más grandes (aquellas con más de 100 miembros), los cuerpos intermediarios especializados—Abteilungsorganisationen ('organizaciones filiales')—se insertaron en la jerarquía organizativa, sirviendo como puente hacia los grupos del FDJ debajo de ellos. En estos niveles más bajos de la organización juvenil, solo una pequeña minoría de funcionarios, como los primeros secretarios de algunas de las unidades básicas más grandes, trabajaban a tiempo completo. La gran mayoría eran voluntarios extraídos, con diversos grados de entusiasmo, de las filas de los miembros "ordinarios" de las FDJ. A principios de la década de 1950, la transición del FDJ a una 'organización juvenil del partido' estaba, al menos en el papel, casi por completada.

## Lista de presidentes de la Juventud Libre Alemana
| Adolf "Call" Buchholz | 1938–1942     |
| Horst Brasch          | 1941–1945     |
| Alfred Kleeberg       | 1945–1946     |
| Erich Honecker        | 1946–1955     |
| Karl Namokel          | 1955–1959     |
| Horst Schumann        | 1959–1967     |
| Guenther Jahn         | 1967–1974     |
| Egon Krenz            | 1974–1983     |
| Eberhard Aurich       | 1983–1989     |
| Frank Türkowsky       | 1989–1990     |
| Birgit Schröder       | 1990–1991     |
| Jens Rücker           | 1991–1995     |
| Andrea Grimm          | 1995–2002     |
| Ringo Ehlert          | 2002–2020     |
| Kattrin Kammrad       | 2020–presente |

## Disolución

### Die Wende
A finales de noviembre de 1989, la dirección de las FDJ dirigida por Eberhard Aurich fue destituida por la 13.ª sesión del Consejo Central. A finales de enero de 1990, durante el XIII Parlamento, El FDJ se autopromulgó un nuevo estatuto, definiéndose como una "federación de izquierda" que defendía una RDA independiente como una "alternativa socialista en suelo alemán", y ya no como un "ayudante y reserva de combate del partido". El Junge Welt habló más tarde de un "fracaso de la organización" porque "la presencia concentrada de exfuncionarios a tiempo completo" impidió una "ruptura radical con el antiguo FDJ". Después de la Revolución Pacífica en la RDA, de noviembre de 1989 a noviembre de 1990, el número de miembros se redujo de 2,3 millones a 22.000. El FDJ disputó las únicas elecciones multipartidistas en Alemania Oriental en marzo de 1990, como parte de la Jugendliste Alternativa (Lista Juvenil Alternativa), una lista electoral formada por cuatro organizaciones juveniles de izquierda. Sin embargo, la lista solo obtuvo 14.615 votos (0,12%) y ningún escaño.

### Después de la unificación
Después de la reunificación alemana en octubre de 1990, el FDJ perdió rápidamente casi todos sus miembros restantes, reduciéndose a mediados de 1991 a 7.000 miembros y en 1994 a un máximo de 300 miembros, disminuyendo aún más en 2003 a unos 150. Todos los 7.500 empleados de tiempo completo del FDJ fueron liberados a fines de 1991 y el resto del personal se encargó de las instalaciones y estructuras del FDJ Los activos del FDJ se colocaron bajo la administración de la Treuhandanstalt. Sus clubes juveniles y centros vacacionales fueron redistribuidos, cerrados o vendidos. El SED reformado, el Partido del Socialismo Democrático (PDS), fundó su propia nueva organización juvenil, el Arbeitsgemeinschaft Junge GenossInnen, y ya no reconoció al FDJ.
Sin embargo, el FDJ continúa manteniendo una existencia titular hasta el día de hoy. Ha vuelto a una estricta línea política marxista-leninista, que se ejemplifica con una lectura positiva de la historia de Alemania Oriental y el rechazo de la república federal y su anexión de la RDA. El FDJ sigue siendo independiente, pero coopera con grupos políticos como el KPD (Ost) y el Arbeiterbund für den Wiederaufbau der KPD (Unión de Trabajadores para la Reconstrucción del KPD). Actualmente, el FDJ tiene su sede en la sección de oficinas de la Karl-Liebknecht-Haus.
El antiguo periódico del FDJ, el Junge Welt, todavía existe como un pequeño periódico marxista, pero ahora es independiente del FDJ.
El periódico actual del FDJ se denomina Fanfare y se publica de manera irregular.